# Oráč z Čech
Oráč z Čech, v originále Der Ackermann aus Böhmen, také známý pod názvem Oráč a Smrt (Der Ackermann und der Tod), je jedním ze základních děl protohumanistické německojazyčné literatury vzniklé v Českých zemích a díky své umělecké hodnotě zároveň německé literatury vůbec. Byl napsán okolo roku 1400 Janem ze Žatce a už v roce 1460 se objevil v tištěné podobě.

## Autorství a edice
Definitivní jistotu, že autorem díla je žatecký notář Jan, přinesl objev historika Konráda Heiliga. Ten nalezl v univerzitní knihovně ve Freiburgu im Breisgau pod signaturou 163 rukopis, který se ukázal být formulářem vyšlým ze středověké žatecké kanceláře. Zde je obsažen průvodní dopis, kterým Jan z Teplé věnuje své dílo dlouholetému příteli ještě z Teplé, pražskému židovskému kupci Petru Rothirschovi. V Čechách o Heiligově studii informoval a dopis editoval Anton Blaschka. Dopis je vročen do 1428, evidentně však jde o omyl písaře, který zapsal rok, kdy přepis dopisu do knihy pořídil. Dopis zřejmě vznikl v rozpětí let 1400–1404.
Teze, že Jan je autorem stávající verze Oráče, však není zdaleka všemi vědci přijímána. Uvažuje se o jakémsi archetypu, vzniklém někdy po smrti Karla IV. Z něho měl vycházet jak Jan ze Žatce, tak autor Tkadlečka, vzniklého nepochybně až po Oráči. Jan ze Žatce poslal Rothirschovi své přepracování tohoto archetypu. Až kolem roku 1440 přepracoval neznámý autor Janovo dílo do nynější vybroušené podoby, která došla velkého rozšíření. Autoři tuto tezi opírají o několik faktů: 1) Mezi vznikem Janova rukopisu a prvních opisů je mezera 50 let; 2) Exploze výskytu rukopisů a tisků Oráče po roce 1449; 3) Nízká úroveň básně v Jeronýmově Officiu, jejímž autorem je rovněž Jan.
Text Oráče z Čech se dochoval v mnoha tiscích a rukopisech z 15. a 16. století. Rukopisy dělí od vzniku díla přibližně 50 let, první tištěný text Oráče vyšel – v neúplném znění – v Bamberku v roce 1460. Literatura o díle je nepřeberná, vyšlo mnoho jeho edic. Do češtiny bylo přeloženo dvakrát: v roce 1938 ho Pavel Eisner přebásnil pod názvem Oráč a Smrt, naposledy ho roku 1985 vydal Jaromír Povejšil jako Oráče z Čech.

Thrash metalová skupina Sixth Dimension na základě inspirace tímto dílem nahrála na EP Tabula Rasa (2020) skladbu "...a Smrt", kde cituje první sloku a zbytek díla pak shrnuje v refrénech a dalších slokách.

## Rozbor díla
Dílo Oráč z Čech představuje rozmluvu intelektuála se smrtí o smyslu lidského života. V literatuře jazykově české má obdobu ve skladbě Tkadleček. Jedná se o středověký spor o filosofických tématech, zejména o smrti, ale i o smyslu bytí a zákonitostech života. Autor používá formu dialogu personifikované smrti a alegoricky vykresleného typizovaného charakteru člověka, Oráče. Hlavní hrdina ve skutečnosti vůbec oráč není. Je písařem, ale autor si s jeho povoláním hraje, ukrývá jej do hádanky. Oráč sám říká: „Z ptačích křídel je můj pluh.“ Názor, že se autor do Oráče projektuje, že jde o jeho autobiografii, kterou se pokouší vyrovnat se smrtí milované ženy Markéty, dnes už historikové a jazykovědci nezastávají.
Forma této disputace je ucelená. Oráč, Smrt a jejich argumenty se pravidelně střídají ve 32 kapitolách, které jsou zasazené do jakéhosi rámce „božího soudu“. Bůh také nakonec spor ve 33. kapitole na Oráčovo přání rozsoudí. Uzná, že role Smrti je v tomto světě víc než podstatná a bez ní by to nešlo. Zároveň se ale nestane, že by tím srovnal Oráče se zemí jakožto nepodstatného červa. Naopak ho pochválí za to, jak dobře si ve sporu vedl, jaké měl argumenty a že si na této složité pozici člověka proti neochvějnému principu dovedl zachovat poměrně chladnou hlavu a vlastní důstojnost. Na díle vidíme tendence nastupujícího humanismu. Jan ze Žatce si hledá vlastní přístup k Bohu a jeho zákonům. Na rozdíl od typického autora vrcholného středověku ženu oplakává, místo aby se těšil z toho, že se konečně setkala s Bohem a že všechno její pozemské trápení bylo ukončeno.
Postava Oráče je spíše emocionálně zaměřená. Zpočátku hořce a zaslepeně obviňuje Smrt ze smrti své ženy. Tento fakt mu natolik zatemňuje mysl, že se uchyluje spíše k argumentům vycházejícím ze svých emocí. Nazývá smrt různými hanlivými označeními jako: „hubitelka všech lidí“, „nelítostná škůdnice všeho světa“ či „lítá vražednice lidských tvorů“. Říká, že právě Smrt je tím nejhorším, co postihlo tento svět. Na to mu racionální Smrt odpoví, aby se zkusil zamyslet, než začne vykřikovat taková obvinění. Smrt poukazuje na to, že kdyby jí nebylo, život na zemi by se tak přemnožil, že by bylo jak lidem, tak i zvířatům na zemi těsno. To ji ospravedlňuje jakožto neotřesitelný světový princip. Zároveň se chválí, že je spravedlivá a dokonce milosrdná, že si vzala Markétu v době, kdy byla ctnostná, čímž vlastně Oráče ubezpečuje v tom, že bude duše jeho ženy spasena. I v tom můžeme vidět, že Smrt jaksi reprezentuje teorii, že svět je místo nehostinné a že lidské snažení je jenom marnost nad marnost. Důležité jsou pouze velké morální cíle a zejména pevná víra. Zato Oráč jakožto člověk má svět rád, umí se z něj těšit. Uznává nejenom majestát Smrti, ale i majestát člověka. Dokonce dochází až tak daleko, že porovnává Boha s člověkem a člověk z toho nevychází nijak špatně: „...přemýšlením se člověk šplhá k božství, ba i nad ně. Jen člověk požívá rozumu, skvostného pokladu...“ To je zejména ve středověku velmi troufalé a převratné a značí to velký posun k humanismu. Tento přechod však ještě není zdaleka absolutní, a tak autor v okamžiku, kdy smrt reaguje na tato silná slova, opět popírá to, co vyřkl: „Člověk je počat v hříchu, v mateřském lůně se sytí nečistotou, nepopsatelnou břečkou, rodí se nahý a je obmazaný jako včelí úl, odpornost sama, nečistý výkal, nádoba s lejny, žrádlo pro červy, smrdutý záchodek, odporná putna pomyjí, páchnoucí mršina, plesnivá almara, bezedný žok, děravá mošna, chtivý chřtán, smradlavá žumpa, džber čpící moče...“
Kniha by se dala krátce popsat jako disputace, v níž se střídají teze a antiteze ve smyslu aristotelské dialektiky. Syntézou je zde boží rozsudek. Podobným dílem je i Tkadleček s personifikovaným Neštěstím, které má ve středověku k pojetí Smrti velmi blízko.

### Edice
- Bernt, Alois – Burdach, Konrad (ed.), Der Ackermann aus Böhmen, Weidemann, Berlin 1917
- Bertau, Karl (ed.), Epistola cum Libello ackerman und Das büchlein ackerman. Nach der Freiburger Hs. 163 und nach der Stuttgarter Hs. HB X 23, de Gruyter, Berlin 1994, ISBN 3-11-014634-7
- Jungbluth, Günther (ed.), Der Ackermann aus Böhmen, sv. I, II, Winter, Heidelberg 1969, 1983, ISBN 3-533-03193-4
- Kiening, Christian (ed.), Der Ackermann, Reclam, Stuttgart 2002, ISBN 3-15-018075-9